# Nocivo Shomon
Fernando Soares Pereira, mais conhecido pelo seu nome artístico Nocivo Shomon (Campina Grande, 20 de novembro de 1981), é um rapper, artista e grafiteiro brasileiro. Conhecido por um flow diferenciado e rimas rápidas, ele se tornou conhecido pelo público em 2007 com o lançamento do álbum de estreia, intitulado: Assim que eu Sigo.
Em 2019, lançou o single Babilônia 2 que alcançou as principais paradas musicais do Brasil no Spotify logo nas primeiras semanas. Contou com participações especiais de Rincon Sapiência, Brazza, ADL, MV Bill, Leal e Alex Flores.  Em 2015, lançou a diss em resposta a Emicida. Em algum momento, a multidão achou que essa disputa deveria sair do ambiente de batalha e então começou a diss. Nocivo atacou diretamente Emicida com A Rua é Quem?, numa clara alusão ao jargão usado por Emicida, A Rua é Noiz.

## Biografia e carreira
Começou sua carreira musical em 2005 mas tem influências pela música rap desde 1996 quando tinha 15 anos de vida ele destacou em entrevista que quando adolescente escutava muito Racionais MC's, Gabriel o Pensador, Jorge Ben Jor, Sabotage, RZO esses artistas da velha escola é que ele inspirou para começar a cantar rap começou a frequentar bailes onde se apresentou com um dos seus primeiros grupos criados por ele e amigos na próxima época nome do grupo intitulado "OLM" onde organizavam eventos na comunidade da Caixa (periferia de SP) onde Nocivo foi criado.
O single, "Poesia da Madrugada", esteve presente no primeiro álbum do rapper, intitulado Assim Que Eu Sigo, lançado em 2007 e vencedor do prêmio Hip-Hop Top. Isto fez com que o rapper fosse indicado na categoria "Revelação" do Prêmio Hutúz do mesmo ano, mas o prêmio foi vencido por Cabal.

## Discografia

### Álbuns de estúdio
- Assim Que Eu Sigo (2007)

- Anjos e Demônios (2017)
- Nova Criatura (2023)

### Singles
- R.U.A 1 (2028)

- R.U.A 2 (feat. Leal & Allex Flores) (2018)
- Estopim (2016)
- Atemporal (2024)
- A Divina da Comédia (2024)
- Glória a Deus (2024)
- Mensageiros (2020)
- R.U.A 3 (2017)
- R.U.A 4 (2018)

### Compilações
- Guerreiro Sagaz (2019)

## Prêmios e indicações
| Ano  | Prêmio       | Categoria                       | Resultado | Ref    |
| ---- | ------------ | ------------------------------- | --------- | ------ |
| 2009 | Prêmio Hutúz | Maiores artistas solo da década | Indicado  | [ 10 ] |
| 2008 | Prêmio Hutúz | Revelação                       | Indicado  | [ 11 ] |